# Jubii

Jubii est un portail Internet danois. Ce fut également le nom de portails Web communautaires propriétés de Lycos Europe en Europe et en Amérique du Nord.

## 1995: naissance du portail danois

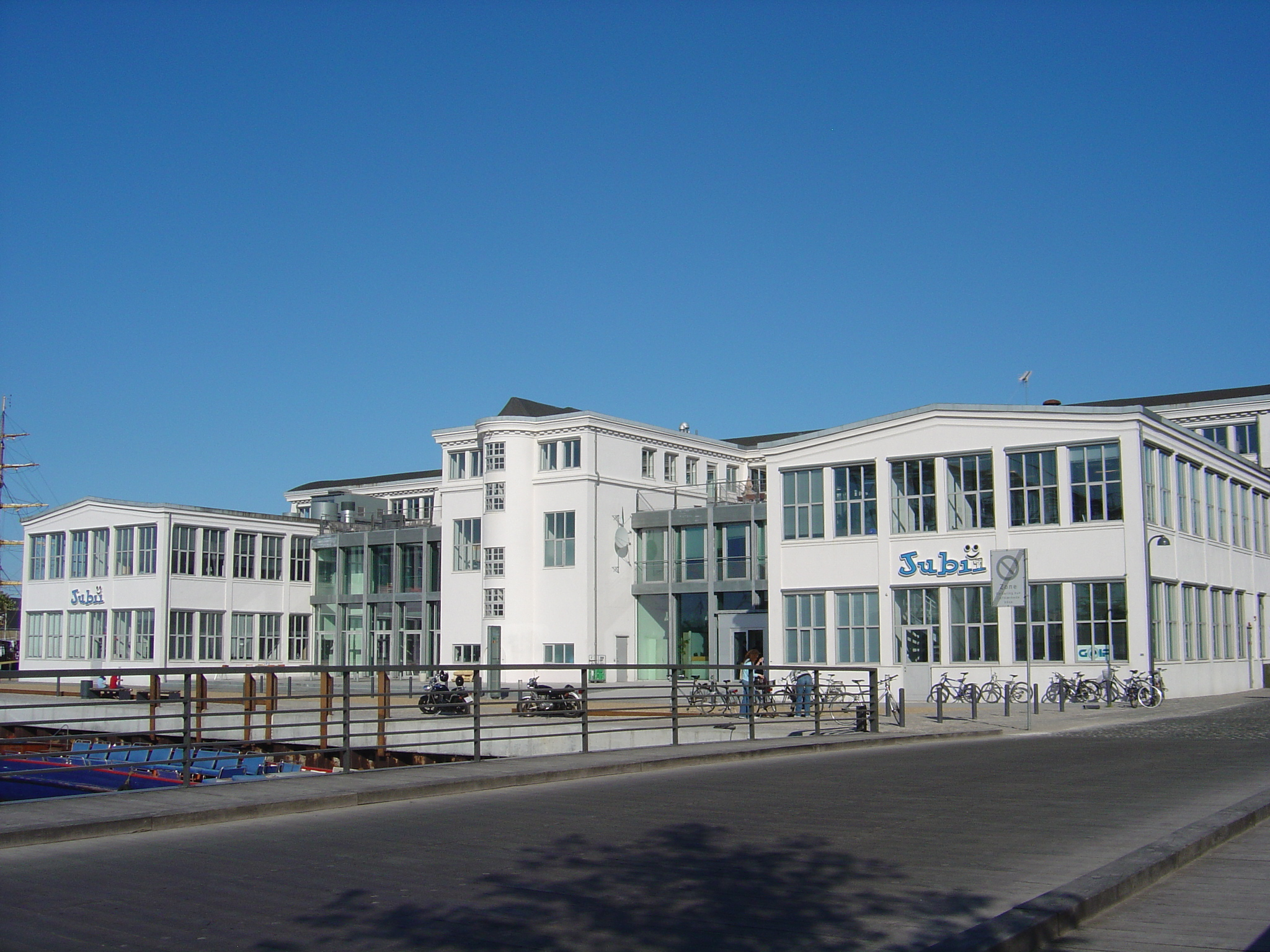
Siège de Jubii à Copenhague

Basé à Copenhague, le portail Web danois Jubii a vu le jour en 1995. Ainsi, « Jubii » signifie en danois « wow ! » et se prononce « Youbi ».

## 2000: rachat par Lycos Europe
En 2000, Jubii est racheté par Lycos Europe. Celui-ci a ainsi l'apparence des autres portails Lycos. Seul le logo change...

## 2005: internationalisation de la marque avec JubiiBlog
En 2005, la marque Jubii apparaît en France à travers le service de blog JubiiBlog également présent en Allemagne, au Danemark, en Espagne, en Grande-Bretagne, en Italie, aux Pays-Bas. Son équivalent suédois est lui dénommé SprayBlog.

## 2007: naissance de nouveaux services Jubii, piliers d'un nouveau portail communautaire

Jubii bêta par Caramail

En 2007, Jubii apparaît tel un portail Web communautaire centralisant des moyens de communication et d'expression autour d'un Webmail se muant en un véritable espace personnel. En France, il est alors présenté tel le successeur de Caramail, ancien portail communautaire francophone, devenu simple Webmail à la suite de son absorption par Lycos Europe. Jubii entend alors proposer par rapport au précédent Webmail de Lycos Europe plus de sécurité et, à la possibilité de recevoir et d'envoyer du courrier électronique, s'ajoute celle de passer des appels téléphoniques. Se profile également d'autres services tel celui de chat, de site de rencontre, de blog, d'échange de vidéos... 
Jubii semble alors surtout s'affirmer comme le successeur Web 2.0 des divers services déjà offerts par Lycos Europe. Le service de rencontre JubiiDate voudrait ainsi succéder à Love@Lycos, et le chat JubiiWorld à Lycos Chat. Le site JubiiPages permet lui de mettre en ligne des pages personnelles et de tenir un blog et aurait ainsi pu remplacer JubiiBlog voire Multimania ou Tripod. La plateforme video JubiiTV est lui un service nouveau bien qu'utilisant les contenus de la société Kewego.
De nouveaux portails Jubii sont ainsi ouverts en France, en Allemagne, en Grande-Bretagne, en Italie, en Espagne, aux Pays-Bas et au Danemark à travers JubiiConnect. À la suite du rachat du Lycos américain par la société sud-coréenne Daum Communications, Lycos Europe fait même cavalier seul outre-Atlantique où elle lance son propre portail Jubii.

## 2009: extinction de la marque sauf au Danemark
En janvier 2009, Lycos Europe devenue Lycos Network Europe décide d’abandonner toutes ses activités non rentables. À l'exception du portail Jubii danois originel, tous les autres portails porteurs de la marque ferment.